# Trupanea pusilla
Trupanea pusilla är en tvåvingeart som beskrevs av Hardy och Drew 1996. Trupanea pusilla ingår i släktet Trupanea och familjen borrflugor. Inga underarter finns listade i Catalogue of Life.